# Kanurennsport-Weltmeisterschaften 2007

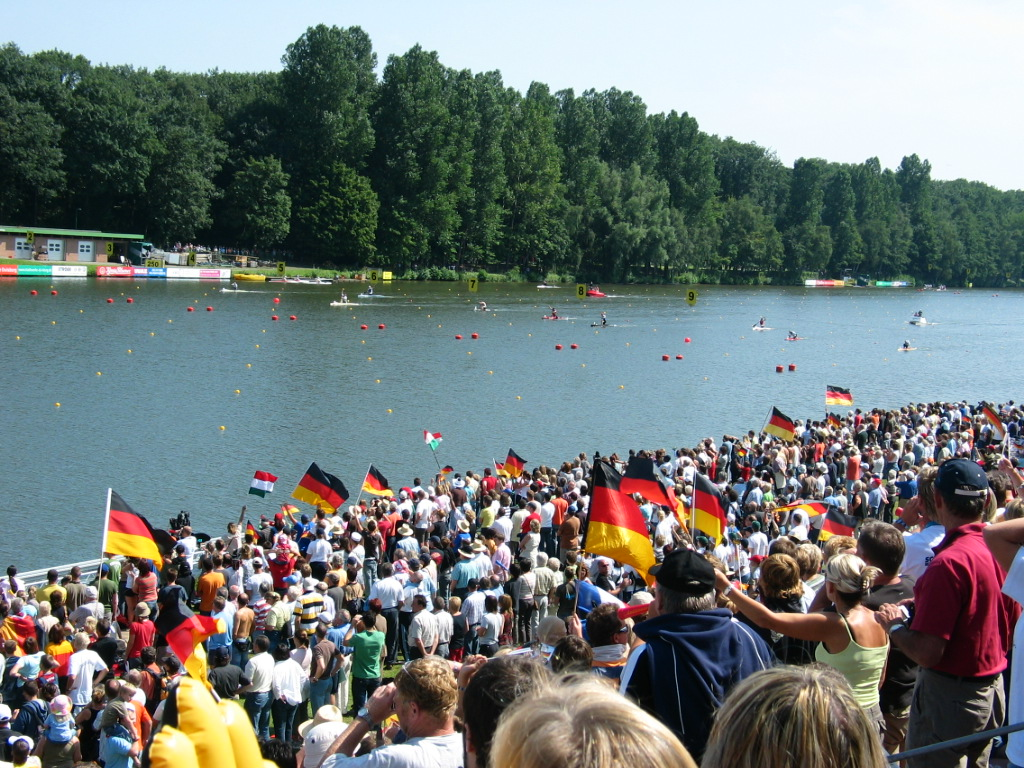
Kanu-WM 2007 – Blick von der Haupttribüne

Die 36. Kanurennsport-Weltmeisterschaften fanden vom 8. bis zum 12. August 2007 in Duisburg statt. Wettkampfstätte war die Regattabahn Duisburg im Sportpark Duisburg. Veranstalter war der Internationale Kanuverband, Ausrichter der Deutsche Kanu-Verband, der auch in Duisburg seinen Sitz hat.
Mit 1.400 Athleten aus 90 Nationen war die Veranstaltung die bis dato größte Kanu-WM. An vier Wettkampftagen wurden Medaillen in 27 Disziplinen des Kanurennsports vergeben: Einer-Kajak (K1), Zweier-Kajak (K2) und Vierer-Kajak (K4) der Frauen und der Männer sowie Einer-Canadier (C1), Zweier-Canadier (C2) und Vierer-Canadier (C4) der Männer, jeweils über 200, 500 und 1000 Meter.
Die Weltmeisterschaften waren zugleich Qualifikationsregatta für die Olympischen Spiele 2008 in Peking.
Die Wettkämpfe zeigten eine deutliche Dominanz des deutschen und ungarischen Teams, die beide jeweils neun der 27 Entscheidungen gewannen – kein anderes Land gewann mehr als einen Titel. Der Deutsche Kanu-Verband konnte seinen Heimvorteil nutzen und lag im Medaillenspiegel am Ende mit 9/6/3 (G/S/B) vor Ungarn (9/3/6) und Weißrussland (1/2/1).
Die Regattastrecke war an den Finaltagen ausverkauft. Die für den Kanusport hohe Zahl lag bei insgesamt 17.400 Zuschauern.
Kurz nach Beginn der Weltmeisterschaften schloss der Internationale Kanuverband die Mannschaft des Iran von der Veranstaltung aus. Als Begründung wurde angegeben, dass das Team trotz mehrfacher Aufforderung Hotelrechnungen und Meldegebühren in Höhe von 18.000 Euro nicht bezahlt habe.
Erstmals gab es im Rahmen der Kanu-Weltmeisterschaften auch ein Kulturprogramm. Unmittelbar neben der Regattabahn bot die Kanu-WM-Plaza ein buntes Programm mit zahlreichen Musikacts, Konzerten namhafter deutscher Interpreten wie Jan Delay, Joy Denalane, MIA. und Silbermond sowie einem Open-Air-Konzert der Duisburger Philharmoniker. Ein Kinderprogramm und zahlreiche Gastronomie-Pavillons rundeten das Rahmenprogramm ab, das nach Angaben der Veranstalter weitere 100.000 Besucher hatte.

## Medaillengewinner

### Herren

#### Canadier
| Disziplin  | Gold                                                                   | Zeit         | Silber                                                               | Zeit         | Bronze                                                                                         | Zeit         |
| ---------- | ---------------------------------------------------------------------- | ------------ | -------------------------------------------------------------------- | ------------ | ---------------------------------------------------------------------------------------------- | ------------ |
| 1000 m C-1 | Ungarn Attila Vajda                                                    | 4:08,563 min | Slowakei Marián Ostrčil                                              | 4:10,685 min | Spanien David Cal                                                                              | 4:11,057 min |
| 1000 m C-2 | Deutschland Christian Gille Tomasz Wylenzek                            | 3:46,627 min | Kuba Serguey Torres Karel Aguilar                                    | 3:47,591 min | Polen Wojciech Tyszyński Paweł Baraszkiewicz                                                   | 3:48,103 min |
| 1000 m C-4 | Rumänien Andrei Cuculici Loredan Popa Silviu Simioncencu Iosif Chirilă | 3:23,325 min | Deutschland Erik Leue Stefan Holtz Thomas Lück Robert Nuck           | 3:24,619 min | Ungarn Márton Metka Róbert Mike Mátyás Sáfrán Gábor Balázs                                     | 3:28,880 min |
| 500 m C-1  | Spanien David Cal                                                      | 1:47,187 min | Deutschland Andreas Dittmer                                          | 1:47,383 min | Volksrepublik China Yang Wenjun                                                                | 1:47,545 min |
| 500 m C-2  | Ungarn György Kozmann György Kolonics                                  | 1:40,501 min | Rumänien Iosif Chirilă Andrei Cuculici                               | 1:40,991 min | Deutschland Christian Gille Tomasz Wylenzek                                                    | 1:41,501 min |
| 500 m C-4  | Ungarn Gábor Horváth Péter Balázs Pál Sarudi Márton Joób               | 1:31,265 min | Deutschland Robert Nuck Sebastian Brendel Thomas Lück Stefan Holtz   | 1:31,497 min | Rumänien Loredan Popa Constantin Ciprian Popa Nicolae Flocea Florin Mironcic                   | 1:31,879 min |
| 200 m C-1  | Ukraine Jurij Tscheban                                                 | 40,323 s     | Russland Maxim Opalew                                                | 40,407 s     | Litauen Jevgenijus Šuklinas                                                                    | 40,539 s     |
| 200 m C-2  | Russland Jewgeni Ignatow Iwan Schtyl                                   | 36,913 s     | Deutschland Christian Gille Tomasz Wylenzek                          | 37,192 s     | Litauen Tomas Gadeikis Raimundas Labuckas                                                      | 37,407 s     |
| 200 m C-4  | Ungarn Gábor Horváth Péter Balázs Pál Sarudi Márton Joób               | 34,297 s     | Russland Jewgeni Dorochin Nikolai Lipkin Jewgeni Ignatow Iwan Schtyl | 34,365 s     | Belarus Dsmitryj Rabtschanka Dsmitryj Wajzischkin Kanstantsin Shcharbak Aljaksandr Waltschezki | 34,533 s     |

#### Kajak

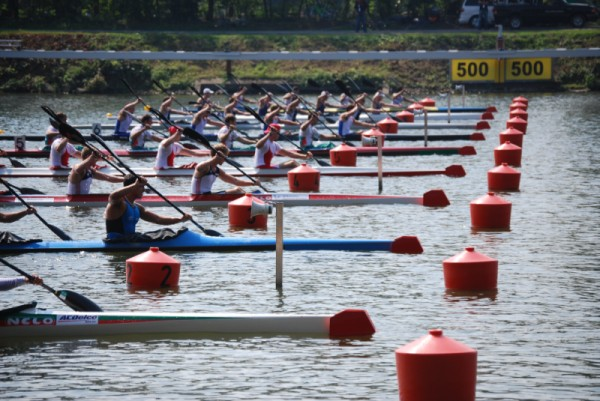
Start im K4 der Herren bei den Weltmeisterschaften 2007 in Duisburg

| Disziplin  | Gold                                                                    | Zeit         | Silber                                                                                    | Zeit         | Bronze                                                                              | Zeit         |
| ---------- | ----------------------------------------------------------------------- | ------------ | ----------------------------------------------------------------------------------------- | ------------ | ----------------------------------------------------------------------------------- | ------------ |
| 1000 m K-1 | Vereinigtes Königreich Tim Brabants                                     | 3:40,113 min | Kanada Adam van Koeverden                                                                 | 3:40,675 min | Norwegen Eirik Verås Larsen                                                         | 3:41,64 min  |
| 1000 m K-2 | Frankreich Philippe Colin Cyrille Carré                                 | 3:24,683 min | Polen Adam Seroczyński Mariusz Kujawski                                                   | 3:24,891 min | Ungarn Zoltán Kammerer Gábor Kucsera                                                | 3:26,579 min |
| 1000 m K-4 | Deutschland Lutz Altepost Norman Bröckl Marco Herszel Björn Goldschmidt | 3:04,369 min | Polen Marek Twardowski Tomasz Mendelski Paweł Baumann Adam Wysocki                        | 3:04,719 min | Slowakei Richard Riszdorfer Michal Riszdorfer Erik Vlček Juraj Tarr                 | 3:05,625 min |
| 500 m K-1  | Kanada Adam van Koeverden                                               | 1:36,279 min | Vereinigtes Königreich Tim Brabants                                                       | 1:36,607 min | Polen Marek Twardowski                                                              | 1:36,661 min |
| 500 m K-2  | Deutschland Ronald Rauhe Tim Wieskötter                                 | 1:27,709 min | Belarus Raman Petruschenka Wadsim Machneu                                                 | 1:27,873 min | Ungarn Zoltán Kammerer Gábor Kucsera                                                | 1:29,527 min |
| 500 m K-4  | Slowakei Richard Riszdorfer Michal Riszdorfer Erik Vlček Juraj Tarr     | 1:20,045 min | Belarus Stanislau Streltschanka Dsjanis Schyhadla Sjarhej Findsjukewitsch Ruslan Bitschan | 1:20,733 min | Ungarn Attila Csamangó Gábor Bozsik Attila Boros Márton Sík                         | 1:21,651 min |
| 200 m K-1  | Deutschland Jonas Ems                                                   | 35,275 s     | Litauen Vytautas Vaičikonis                                                               | 35,683 s     | Ungarn Gergely Gyertyános                                                           | 36,019 s     |
| 200 m K-2  | Belarus Raman Petruschenka Wadsim Machneu                               | 32,251 s     | Deutschland Ronald Rauhe Tim Wieskötter                                                   | 32,597 s     | Serbien Ognjen Filipović Dragan Zorić                                               | 32,993 s     |
| 200 m K-4  | Ungarn Viktor Kadler István Beé Gergely Boros Balázs Babella            | 30,715 s     | Serbien Ognjen Filipović Dragan Zorić Bora Sibinkić Milan Đenadić                         | 30,735 s     | Russland Stepan Schewtschuk Anton Wassiljew Konstantin Wischnjakow Sergei Chowanski | 30,913 s     |

### Damen

#### Kajak
| Disziplin  | Gold                                                                            | Zeit         | Silber                                                            | Zeit         | Bronze                                                                         | Zeit         |
| ---------- | ------------------------------------------------------------------------------- | ------------ | ----------------------------------------------------------------- | ------------ | ------------------------------------------------------------------------------ | ------------ |
| 1000 m K-1 | Ungarn Katalin Kovács                                                           | 4:06,823 min | Deutschland Friederike Leue                                       | 4:08,937 min | Schweden Sofia Paldanius                                                       | 4:10,901 min |
| 1000 m K-2 | Deutschland Gesine Ruge Judith Hörmann                                          | 3:45,933 min | Polen Ewelina Wojnarowska Małgorzata Chojnacka                    | 3:47,142 min | Ungarn Danuta Kozák Gabriella Szabó                                            | 3:49,174 min |
| 1000 m K-4 | Ungarn Tímea Paksy Dalma Benedek Krisztina Fazekas Alexandra Keresztesi         | 3:13,625 min | Volksrepublik China Wang Feng Yang Yali Yu Lamei He Jing          | 3:13,971 min | Deutschland Gesine Ruge Friederike Leue Marina Schuck Judith Hörmann           | 3:15,025 min |
| 500 m K-1  | Ungarn Katalin Kovács                                                           | 1:48,663     | Finnland Anne Rikala                                              | 1:49,255     | Deutschland Katrin Wagner-Augustin                                             | 1:49,399     |
| 500 m K-2  | Deutschland Fanny Fischer Nicole Reinhardt                                      | 1:40,275 min | Ungarn Tímea Paksy Dalma Benedek                                  | 1:40,963 min | Frankreich Anne-Laure Viard Marie Delattre                                     | 1:41,719 min |
| 500 m K-4  | Deutschland Carolin Leonhardt Conny Waßmuth Katrin Wagner-Augustin Maren Knebel | 1:37,145 min | Ungarn Tímea Paksy Katalin Kovács Krisztina Fazekas Dalma Benedek | 1:37,951 min | Polen Monika Borowicz Aneta Konieczna Małgorzata Chojnacka Ewelina Wojnarowska | 1:38,103 min |
| 200 m K-1  | Ungarn Natasa Janics                                                            | 40,835 s     | Finnland Anne Rikala                                              | 41,069 s     | Slowenien Špela Ponomarenko                                                    | 41,243 s     |
| 200 m K-2  | Deutschland Fanny Fischer Nicole Reinhardt                                      | 37,339 s     | Slowakei Ivana Kmeťová Martina Kohlová                            | 37,921 s     | Polen Marta Walczykiewicz Dorota Kuczkowska                                    | 38,697 s     |
| 200 m K-4  | Deutschland Carolin Leonhardt Conny Waßmuth Katrin Wagner-Augustin Maren Knebel | 35,459 s     | Ungarn Tímea Paksy Katalin Kovács Krisztina Fazekas Melinda Patyi | 37,921 s     | Serbien Miljana Knežević Antonija Panda Renata Major-Kubik Marta Tibor         | 38,697 s     |

## Medaillenspiegel
| Rang   | Nation                 | Gold | Silber | Bronze | Gesamt |
| ------ | ---------------------- | ---- | ------ | ------ | ------ |
| 1      | Deutschland            | 9    | 6      | 3      | 18     |
| 2      | Ungarn                 | 9    | 3      | 6      | 18     |
| 3      | Belarus                | 1    | 2      | 1      | 4      |
|        | Russland               | 1    | 2      | 1      | 4      |
|        | Slowakei               | 1    | 2      | 1      | 4      |
| 6      | Rumänien               | 1    | 1      | 1      | 3      |
| 7      | Kanada                 | 1    | 1      | 0      | 2      |
| 8      | Vereinigtes Königreich | 1    | 1      | 0      | 2      |
|        | Frankreich             | 1    | 0      | 1      | 2      |
|        | Spanien                | 1    | 0      | 1      | 2      |
| 11     | Ukraine                | 1    | 0      | 0      | 1      |
| 12     | Polen                  | 0    | 3      | 4      | 7      |
| 13     | Finnland               | 0    | 2      | 0      | 2      |
| 14     | Litauen                | 0    | 1      | 2      | 3      |
|        | Serbien                | 0    | 1      | 2      | 3      |
| 16     | Volksrepublik China    | 0    | 1      | 1      | 2      |
| 17     | Kuba                   | 0    | 1      | 0      | 1      |
| 18     | Norwegen               | 0    | 0      | 1      | 1      |
|        | Schweden               | 0    | 0      | 1      | 1      |
|        | Slowenien              | 0    | 0      | 1      | 1      |
| Gesamt | Gesamt                 | 27   | 27     | 27     | 81     |